# Die Gesetzlosen

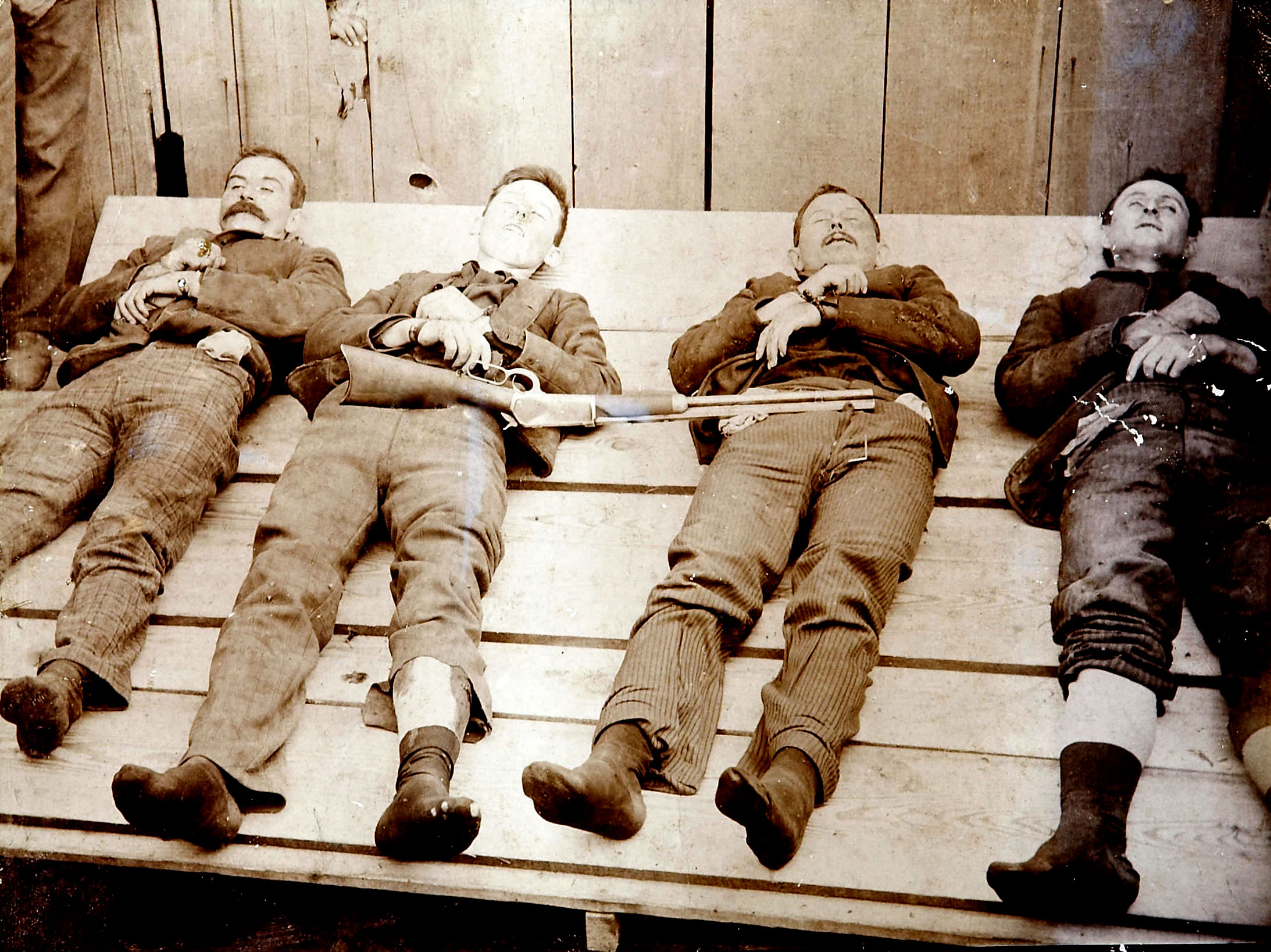
Bob Dalton (2. v. links) und Grat Dalton (2. v. rechts) nach ihrer Erschießung

Die Gesetzlosen (Originaltitel: Hors-la-loi) ist ein Lucky-Luke-Comic, der  1951 von Morris gezeichnet und geschrieben wurde. 1979/80 erschien der Comic erstmals in deutscher Sprache. 1994 wurde er als sechster Band der Ehapa-Reihe Lucky Luke Classics und 2007 als Band 81 der Lucky-Luke-Reihe von Ehapa veröffentlicht.

## Handlung
Die vier Daltonbrüder Bob, Grat, Bill und Emmett terrorisieren den Wilden Westen. Obwohl hauptsächlich auf Banküberfälle spezialisiert, sind auch Postkutschen und Züge nicht vor den Banditen sicher. Lucky Luke kann sie in La Mesa zwar ins Gefängnis bringen, jedoch schaffen die vier es, auszubrechen und weitere Taten zu begehen. Bei einem Banküberfall in Coffeyville/Kansas werden sie schließlich von Lucky Luke und dem Sheriff gestellt. Dabei verlieren die Daltons ihr Leben.

## Zensur
Die letzte Seite des Comics wurde zensiert. Wurde einst gezeigt, wie Bob Dalton durch einen Schuss in den Kopf getötet wurde, wird er stattdessen nur in einem Fass gefangen. Die ursprüngliche Version wurde bisher im Deutschsprachigen nur im Rahmen der Lucky Luke Gesamtausgabe 1951-1954 gezeigt.

## Historisches
Die vier Daltons existierten wirklich. Grat kam während der Banküberfälle in Coffeyville, Bob unmittelbar danach ums Leben. Anders als der Comic von 1951 suggeriert, überlebte Emmett, obwohl er von 23 Kugeln getroffen wurde – dieser Umstand wird in Meine Onkel, die Daltons (Les Tontons Dalton) von 2014 thematisiert – und verfasste im Gefängnis seine Memoiren.

## Nach den Daltons
Nach der Veröffentlichung von Hors-La-Loi musste Morris aufgrund vieler Leserbriefanfragen erkennen, dass er die Daltons zu früh unter die Erde geschickt hatte. Zuerst ließ er die Gangster in einer Kurzgeschichte mit dem Titel „Die Rückkehr der Brüder Dalton“ (Originaltitel: Le retour des freres Dalton) in Form von Rückblenden und vier verkleideten Männern (inklusive Lucky Luke) wieder auftreten; die endgültige Lösung fand er jedoch erst zusammen mit René Goscinny, als sie die fiktiven Vettern der Daltons, nämlich Joe, William, Jack und Averell erfanden. Während in „Die Gesetzlosen“ der kleinste der Daltons, nämlich Bob, bereits wie später der Anführer war, war der Größte, eben Emmett, im Gegensatz zu Averell genauso kompetent und gefährlich wie die anderen. Mit den fiktiven Daltons hatten Morris und Goscinny mehr Freiraum für die Geschichten und mussten sich nicht zu sehr an historische Fakten halten. Mit den Worten Morris’: „Die fiktiven Daltons entwickelten sich zu einem wahren Meilenstein in der Comicgeschichte. Die echten Daltons sind eher unbekannt geblieben.“

## Serienumsetzung
Der Comic wurde für die Zeichentrickserie als Episode umgesetzt. Dort wurden statt der klassischen Daltons jedoch deren fiktive Vettern eingesetzt. Auch ließen diese sich dort im Gegensatz zu ihren Vettern im Comic nicht die Gesichter umoperieren, sondern setzten sich zur Tarnung lediglich Kopftücher auf.